# Ranville
Ranville – miejscowość i gmina we Francji, w regionie Normandia, w departamencie Calvados.
Według danych na rok 1990 gminę zamieszkiwało 1681 osób, a gęstość zaludnienia wynosiła 200 osób/km² (wśród 1815 gmin Dolnej Normandii Ranville plasuje się na 123. miejscu pod względem liczby ludności, natomiast pod względem powierzchni na miejscu 620.).